# Министерство финансов Дании
Министерство финансов Дании отвечает за государственный бюджет (при условии одобрения со стороны датского парламента), зарплаты государственных служащих и повышение эффективности государственного управления.
Министерство финансов было создано 24 ноября 1848 года. В 1968 году Министерство финансов было разделено на Министерство финансов и Министерство заработной платы государственных и пенсионных услуг. Последнее было упразднено 11 октября 1971 года, и его портфель был передан вновь созданному Министерству бюджета, которое с 1973 года было вновь введено в юрисдикцию Министерства финансов.

## Структура
- Департамент министерства - 245 сотрудников
- Агентство Государственного Управления - 350 сотрудников
- Государственная администрация работодателей  - 100 сотрудников
- Агентство по дворцам и государственному имуществу- 330 сотрудников